# Práče (okres Znojmo)
Práče (také Pračice, něm. Pratsch) jsou obec v okrese Znojmo, kraj Jihomoravský. Vesnice se rozkládá v mělkém širokém údolí na březích Únanovského potoka. Jméno obce pochází ze staročeského osobního jména Práč. Žije zde 805 obyvatel. Jedná se o vinařskou obec ve Znojemské vinařské podoblasti (viniční tratě Amerika). Sousedními obcemi sídla jsou Hodonice, Bantice, Prosiměřice, Tasovice, Stošíkovice na Louce a Lechovice.

## Název
Na vesnici bylo přeneseno původní označení jejích obyvatel práči - "bijci, rváči". Do němčiny bylo jméno přejato v podobě Pratsch nebo Pretschitz, vlivem druhé z nich se i v češtině někdy užívalo Pračice.

## Historie
První zmínka o obci je z 25. října 1190, kdy kníže Konrád Ota daroval louckému klášteru lán v Práčích (mansus unus in villa Pracih). Od počátku 14. století je zmiňován vladycký rod (1310 Vítek z Pračic…). Středověk pak, podobně jako u ostatních obcí, byl ve znamení častých změn vlastníků. Práčští např. odmítali odvádět desátek prosiměřickému faráři, spor byl vyřešen až rozsudkem soudu dne 8. února 1373. O necelé století později (rok 1464) měli zase s prokazováním svého vlastnictví v Práčích problémy augustiniáni z Brna. Soud musel roku 1481 řešit i spor kolem velkých škod způsobených nevhodným zvětšením zdejšího rybníka a zatopením mlýna. 1. července 1699 koupila obce Práče, Bohunice a Vršavy Eleonora Markéta z Lichtenštejna, která správu majetku svěřila bohunickému velkostatku.[zdroj?]
Postupně narůstal počet obyvatel, roku 1772 se uvádí 314 obyvatel, 1834 již v 59 domech 359 obyvatel, 1890 v 81 domech 432 obyvatel, roku 1900 464 obyvatel. Škola byla založena jako jednotřídní roku 1790 a v roce 1901 se uvádí 85 školních dětí.

## Doprava
Vesnici prochází silnice I/53. Obsluhují jí autobusové spoje linky 108, 822, 835 a 836 ty jsou zaintegrovány v IDS JMK.

## Pamětihodnosti
- Kostel Neposkvrněného početí Panny Marie
- Socha sv. Jana Nepomuckého
- Kaplička sv. Anny